# La vuelta al día en ochenta mundos
La vuelta al día en ochenta mundos es un libro de Julio Cortázar publicado en 1967. El título es un juego de palabras con La vuelta al mundo en ochenta días de Julio Verne. El libro homenajea a las influencias literarias de Cortázar mientras narra los nuevos desarrollos en el mundo de la música durante la década de 1960, el arte moderno (dadaísmo y surrealismo) y algunos de los acontecimientos en lo que respecta a la participación creciente de los Estados Unidos en otros países. El libro también revela por primera vez uno de los pasatiempos de Cortázar en París: tocar la trompeta.